# David Morrell
Pour les articles homonymes, voir Morrell.
Œuvres principales
- Rambo

David Morrell, né le 24 avril 1943 à Kitchener (Ontario), est un écrivain canadien naturalisé américain. 
Il est le créateur du personnage de Rambo, qui apparaît pour la première fois dans son roman Rambo, et que Sylvester Stallone incarnera à l'écran dans une série de films d'action.

## Biographie
Né en 1943 au Canada, David Morrell a décidé de devenir écrivain en regardant la série télévisée Route 66, dont la qualité d'écriture l'impressionnait.
En 1966, il déménage aux États-Unis et obtient un doctorat en littérature américaine de l'université d'État de Pennsylvanie. Il apprend les bases de l'écriture romanesque auprès de William Tenn et publie Rambo en 1972, alors qu'il est professeur à l'université de l'Iowa. Il enseignera jusqu'en 1986 tout en continuant à écrire. Ses romans, dont plusieurs best-sellers, sont traduits dans de nombreux pays.
Cofondateur en 2004 de l'association International Thriller Writers (en) — première organisation professionnelle regroupant des auteurs de thrillers —, il peut être considéré comme un pionnier du thriller moderne. Il a reçu en 2007 le prix Inkpot, prix décerné chaque année en reconnaissance d'une contribution exceptionnelle à l'univers de la bande dessinée, de l'animation, de la science-fiction, ou d'autres domaines culturels populaires.

## Romans

### SérieRambo
- 1972 : Rambo (First Blood), Belfond, 1983 (trad. Éric Diacon)
- 1985 : Rambo 2 : La Mission (Rambo: First Blood Part II), novélisation du film du même nom
- 1988 : Rambo 3 (Rambo III), novélisation du film du même nom

### SérieSaul Grisman et Drew MacLane
- 1984 : La Fraternité de la rose (The Brotherhood of the Rose (en)), Laffont, 1986 (trad. Marie-Lise Hieaux)
- 1985 : Les Conjurés de la pierre (The Fraternity of the Stone), Livre de Poche, 1991 (trad. Jacques Polanis)
- 1987 : Le Jeu des ombres (The League of Night and Fog), Laffont, 1988 (trad. Marie-Lise Hieaux-Heitzmann)

### SérieCavanaugh
- 2003 : Le Protecteur (The Protector), Grasset, 2005 (trad. Floriane Vidal)
- 2010 : The Naked Edge
- 2012 : The Attitude Adjuster

### SérieFrank Balenger
- 2005 : Accès interdit (Creepers (en)), Grasset 2007
- 2007 : Le Sépulcre des désirs terrestre (Scavenger) Grasset 2008 (trad. Floriane Vidal)

### SérieThomas De Quincey
- 2014 : Portrait de l'assassin en artiste (Murder as a Fine Art), Marabout 2014 (trad. Jérémy Oriol)
- 2015 : La reine et l'assassin (Inspector of the Dead), Marabout 2015 (trad. Frédéric Grellier)
- 2016 : Ruler of the Night

### Autres romans
- 1975 : Les Cendres de la haine (Testament), Belfond, 1979 (trad. Maurice-Bernard Endrèbe) (réédité sous le titre Testament en Livre de poche)
- 1977 : Last Reveille
- 1979 : Totem (The Totem), Rocher, 1988 (trad. Jean-Daniel Brèque)
- 1982 : Blood Oath
- 1983 : The Hundred-Year Christmas (en)
- 1990 : La Cinquième Profession (en), Stock, 1991 (trad. Jérôme Harraps)
- 1991 : Les Conjurés de la flamme (The Covenant of the Flame), Édition no 1, 1992 (trad. Jean Perrier)
- 1993 : Usurpation d'identité (Assumed identity), R. Laffont, 1995 (trad. Bernard Seytre)
- 1994 : In extremis (Desperate Measures), Grasset, 1995 (trad. Philippe Bonnet)
- 1994 : Totem (version complète) (The Totem (Complete and Unaltered)), Payot, 1997 (trad. Catherine Cheval & Stéphane Carn)
- 1996 : Démenti formel (Extreme Denial), Grasset, 1996 (trad. Richard Crevier)
- 1998 : Double Image (Double Image (en)), Grasset, 2000 (trad. Richard Crevier)
- 1999 : Black Evening (nouvelles)
- 2000 : Le Contrat Sienna (Burnt Sienna), Grasset, 2001 (trad. Éric Wessberge)
- 2002 : Disparition fatale (Long Lost), Grasset, 2002 (trad. Cécilia Mashuray)

## Autre ouvrage
- 2010 : Thrillers: 100 Must Reads (coécrit avec Hank Wagner)

## Prix et nominations

### Prix
- Prix Bram-Stoker 2006 du meilleur roman pour Creepers[1]
- Prix Macavity 2014 du meilleur roman policier historique pour Murder as a Fine Art[2]
- Prix Nero 2014 pour Murder as a Fine Art

### Nominations
- Prix Anthony 2011 du meilleur ouvrage non fictionnel pour Thrillers: 100 Must Reads[3]
- Prix Lefty 2014 du meilleur roman policier historique pour Murder as a Fine Art[4]
- Prix Thriller 2016 du meilleur roman pour Inspector of the Dead[5]